# Gerardus Beekman
Gerardus Willemse Beekman (getauft am 17. August 1653 auf der Corlaer's Hook Plantation im damaligen Nieuw Nederland (spätere englische Provinz New York); † 10. Oktober 1723 in New York City) war im Jahr 1710 für kurze Zeit kommissarischer englischer Gouverneur der Provinz New York.

## Leben
Über die Jugend und Kindheit von Geradus Beekman ist nichts überliefert. Später arbeitete er als Arzt. Außerdem besaß er am Millstone River in New Jersey ein Landgut. Seit 1681 war er Hauptmann der Miliz. Später wurde er zum Major befördert. Im Jahr 1691 unterstützte er die Leisler Rebellion. Dabei war er aber nicht so radikal wie Jakob Leisler. Er versuchte beschwichtigend auf die Volksmassen einzuwirken. Nach dem Sturz Leislers wurde auch Beekman als dessen Anhänger verhaftet und für siebzehn Monate inhaftiert, ehe er begnadigt wurde. Er setzte seine Laufbahn in der Miliz fort und wurde dort im Jahr 1700 zum Oberstleutnant und wenig später zum Oberst befördert. Er war auch Mitglied und zeitweise Vorsitzender des Oberhauses (Council) der Kolonie. In dieser Eigenschaft war er zwischen dem 10. April und dem 14. Juni 1710 auch kommissarischer Kolonialgouverneur von New York. Dabei überbrückte er die Zeit zwischen der Abberufung von Richard Ingoldesby und dem Amtsantritt des neuen Gouverneurs Robert Hunter. Geradus Beekman starb am 10. Oktober 1723 in New York City.

## Weblink
- Beekman by Rootsweb

| Personendaten    | Personendaten                                                 |
| ---------------- | ------------------------------------------------------------- |
| NAME             | Beekman, Gerardus                                             |
| ALTERNATIVNAMEN  | Beekman, Gerardus Willemse (vollständiger Name)               |
| KURZBESCHREIBUNG | Gouverneur der englischen Kolonie New York                    |
| GEBURTSDATUM     | getauft 17. August 1653                                       |
| GEBURTSORT       | Corlaer's Hook Plantation, spätere englische Provinz New York |
| STERBEDATUM      | 10. Oktober 1723                                              |
| STERBEORT        | New York City                                                 |